# Бољешов
Бољешов (слч. Bolešov) насељено је мјесто са административним статусом сеоске општине (слч. obec) у округу Илава, у Тренчинском крају, Словачка Република.

## Становништво
| Година:    | 1994. | 2004.   | 2014.   | 2024.   |
| ---------- | ----- | ------- | ------- | ------- |
| Број људи: | 1397  | 1460    | 1530    | 1584    |
| Разлика:   |       | +4,50 % | +4,79 % | +3,52 % |

| Година:    | 2023. | 2024.   |
| ---------- | ----- | ------- |
| Број људи: | 1574  | 1584    |
| Разлика:   |       | +0,63 % |

Према подацима о броју становника из 2023. године насеље је имало 1.574 становника.